# Krimmler Tauern
Der Krimmler Tauern ist ein 2634 m hoch gelegener Gebirgspass im Hauptkamm der Zillertaler Alpen. Er verbindet Salzburg und Südtirol miteinander. Seit dem Inkrafttreten des Vertrags von Saint-Germain 1920 verläuft über den Krimmler Tauern die Grenze zwischen Italien und Österreich. Hier treffen auch der Naturpark Rieserferner-Ahrn und der Nationalpark Hohe Tauern aufeinander.

## Lage
Der Krimmler Tauern liegt am Alpenhauptkamm zwischen dem Windbachtal, einem Nebental des Krimmler Achentals im hintersten Oberpinzgau, und dem Talschluss des Ahrntals. Er trennt die Einzugsgebiete der Salzach und der Ahr voneinander und bildet somit die Wasserscheide zwischen Schwarzem Meer und Mittelmeer.
Die Gipfel beiderseits des Passes sind der Tauernkogel (2872 m) östlich und der Schütttalkopf (2773 m) westlich. Als Grenze der Zillertaler Alpen zur Venedigergruppe der Hohen Tauern wird heute nicht der Krimmler Tauern, sondern die 4 Kilometer östlich liegende Birnlücke gesehen.

## Geschichte
Als kürzeste Verbindung zwischen Salzburg und Venedig war der Krimmler Tauern lange Zeit als Übergang von Bedeutung.
Seit der Bronzezeit kann eine zaghafte saisonale Begehung angenommen, seit der Römerzeit nachgewiesen werden. Sicher ist, dass der Krimmler Tauern im Mittelalter von großer Bedeutung war: für Viehhirten, Bauern und Jäger, für Regierende und Beamte, eilige Kuriere, Soldaten und Flüchtlinge, für Seelsorger und Pilger, Händler und Handwerker, für Wegmacher, Säumer und Schmuggler, für junge Leute auf Brautschau, für Menschen unterwegs zu Hochzeiten, Taufen und Begräbnissen.
Der Krimmler Tauern war eine mittelalterliche Transitstrecke für das im Salzburgischen gewonnene „weiße Gold“ (Salz) auf dem Weg nach Süden, für Wein und Schnaps in umgekehrter Richtung. Auch Gastarbeiter kamen über den Tauern, Bergknappen aus Mitteldeutschland – angelockt von der Hochkonjunktur des Prettauer Kupferbergwerkes im 15. und 16. Jahrhundert. In der Weiheurkunde für die Wallfahrtskirche Hl. Geist in Kasern durch den Brixener Bischof Nikolaus von Kues vom 22. Juni 1455 werden die Krimler Tauern als geografische Lagebezeichnung urkundlich genannt.
In den 1830er Jahren verriegelte das Militär den Pass, um ein Übergreifen der Cholera nach Salzburg zu verhindern – mit Erfolg.
Noch bis in das frühe 20. Jahrhundert lag hier das Windbachkees am Dreiecker westlich. Fritz Koegel berichtet 1897, dass ihm erzählt wurde, der Übergang wäre früher über das mit ca. 2620 m niedrigere Schütttaler Joch („die niedrigste Stelle des Grates, der von der Schüttthalschneide zum Dreiecker führt“) als eigentlicher „Krimmler Tauern“ gegangen, was ihm – angesichts der zeitgenössischen Verhältnisse – „schwer zu glauben fiel“. Es erscheint aber plausibel, zumal der Kesselweg als Nordanstieg zum Pass zeitweise Gletscherbruch gewesen sein muss, sodass der Weg über das flachere obere Eisfeld wohl noch im 18. Jahrhundert der bessere Weg war; dieser verlief dann über die heute verlassene (obere) Tauernalm im Schütttal direkt nach Trinkstein hinunter. Dieser Weg über das Schütttaler Joch ist heute aber weitgehend unpassierbar aufgrund des steilen Schuttgeländes. Karten des mittleren 19. Jahrhunderts zeigen den Weg dann alternativ über den Schlachter Tauern, welcher über das damalige Eisfeld zwischen Tauernkogel und Glockenkarkopf östlich – das heutige Kar mit dem Schafseewl – und die Pfaffenscharte (ca. 2790 m) zur Prettauer Lahneralpe (Lana) führte.

### Transfer von Juden über den Pass

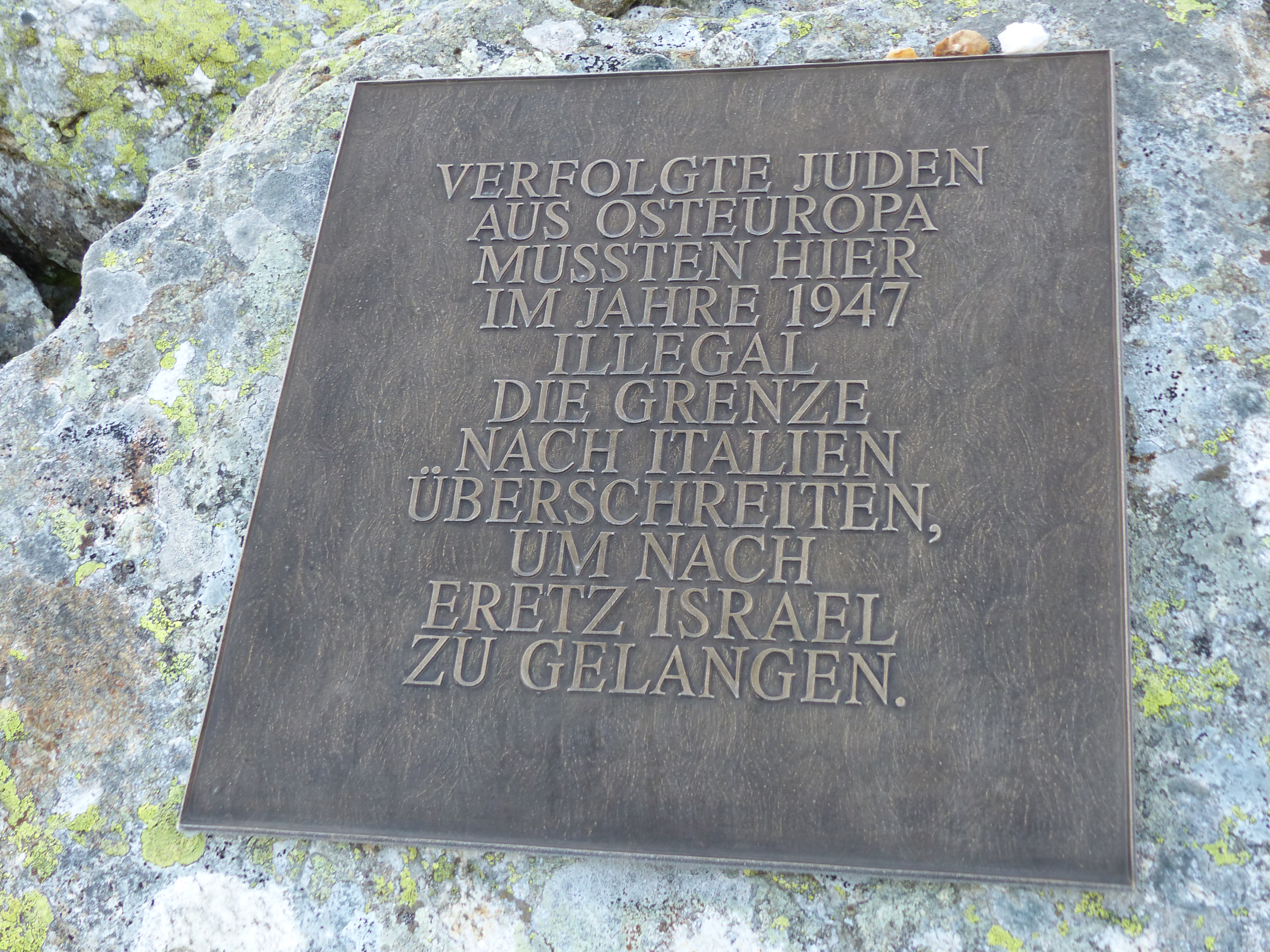
Gedenktafel für die 1947 geflohenen Juden

Im Sommer 1947 wurden Tausende Juden im Zuge der Bricha und aufgrund einer Initiative von Marko Feingold und Viktor Knopf über den Gebirgspass von Österreich nach Italien „geschmuggelt“. Es waren Überlebende des Holocaust, die in österreichischen Sammellagern untergebracht waren und auf dem schnellsten Weg nach Eretz Israel auswandern wollten. Von Prettau (teilweise auch in Kasern) wurden sie weiter nach Meran und von dort an die Adria gebracht. Seit 2007 erinnert Alpine Peace Crossing mit einer alljährlichen Friedenswanderung über den Krimmler Tauern und weiteren Veranstaltungen an diese Flucht.
Seit 2016 finden alljährlich mehrere Theaterwanderungen des teatro caprile von Krimml bis zur Windbachalm statt. Zu den Gedenk- und Theaterwanderungen empfiehlt sich ein Bericht aus dem Jahr 2022.

## Tourismus
Heute wird der Krimmler Tauern hauptsächlich von Wanderern und Mountainbikern begangen.

## Viehtrieb

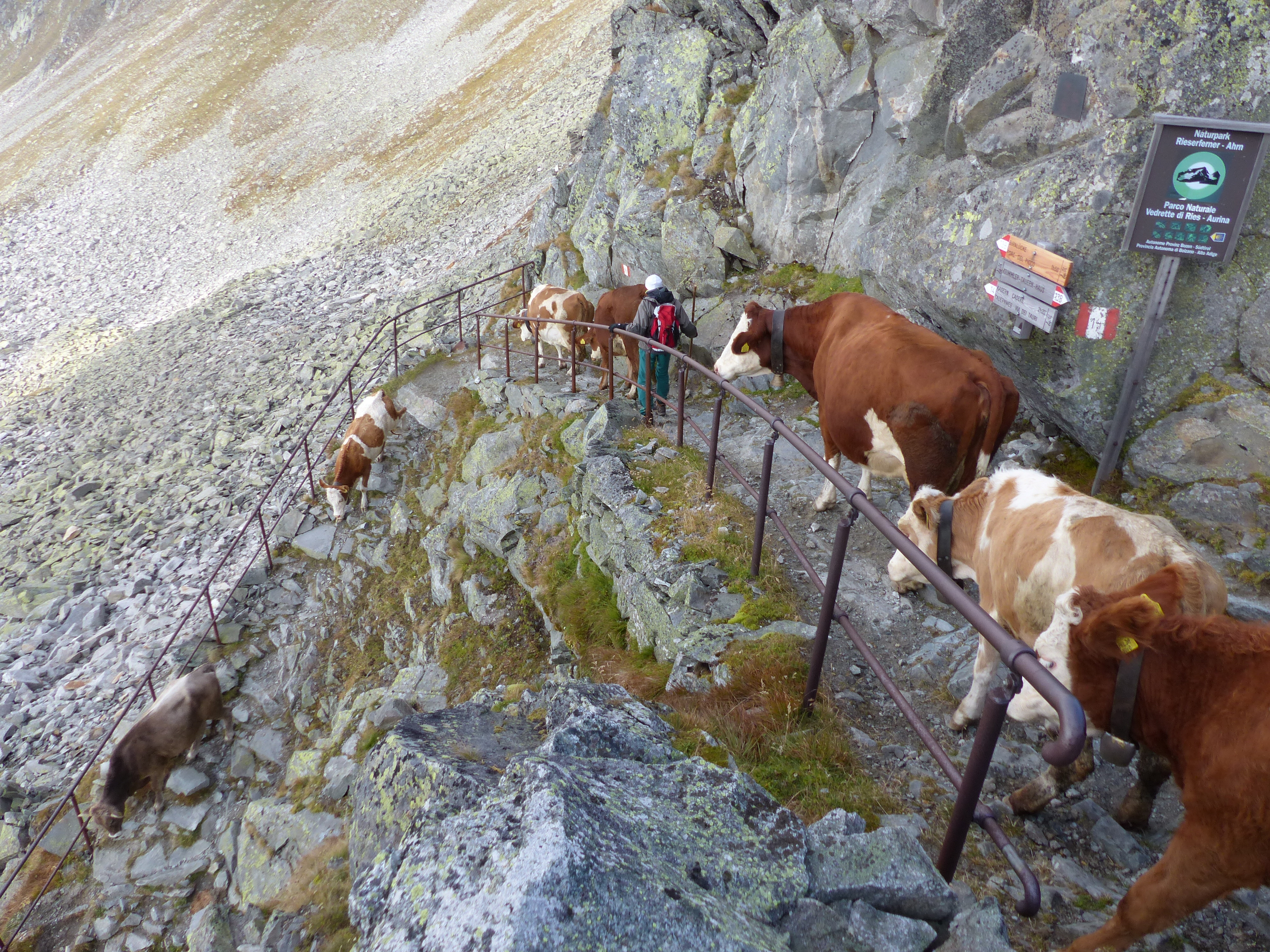
Ahrntaler Rinder auf dem Krimmler Tauern

Im Herbst werden über den Krimmler Tauern Ahrntaler Rinder getrieben, die den Sommer auf Almen im Krimmler Achental verbracht haben. Anders als in früheren Jahrzehnten findet der Almauftrieb im Frühsommer aufgrund des in Hochlagen noch liegenden Schnees und der mangelnden Kraft der Tiere nach Monaten im Stall per Viehtransport statt.

## Bilder

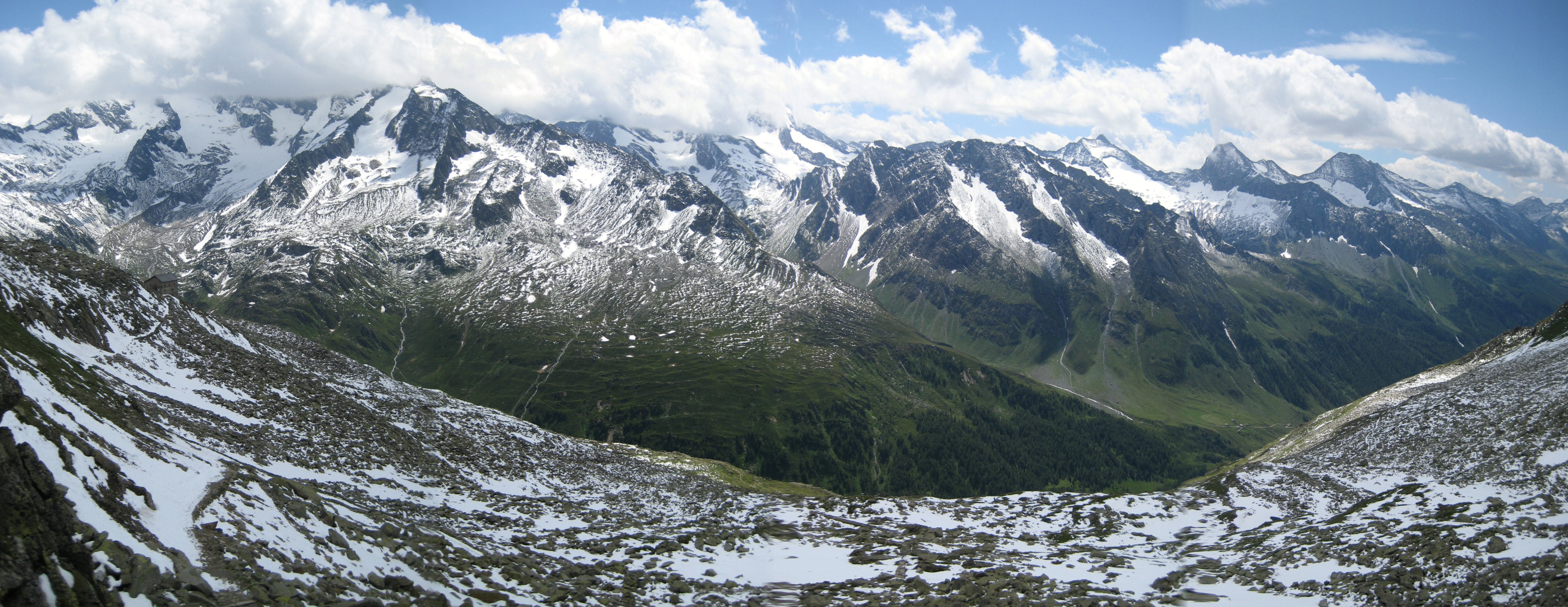
Blick vom Krimmler Tauern nach Süden ins Ahrntal
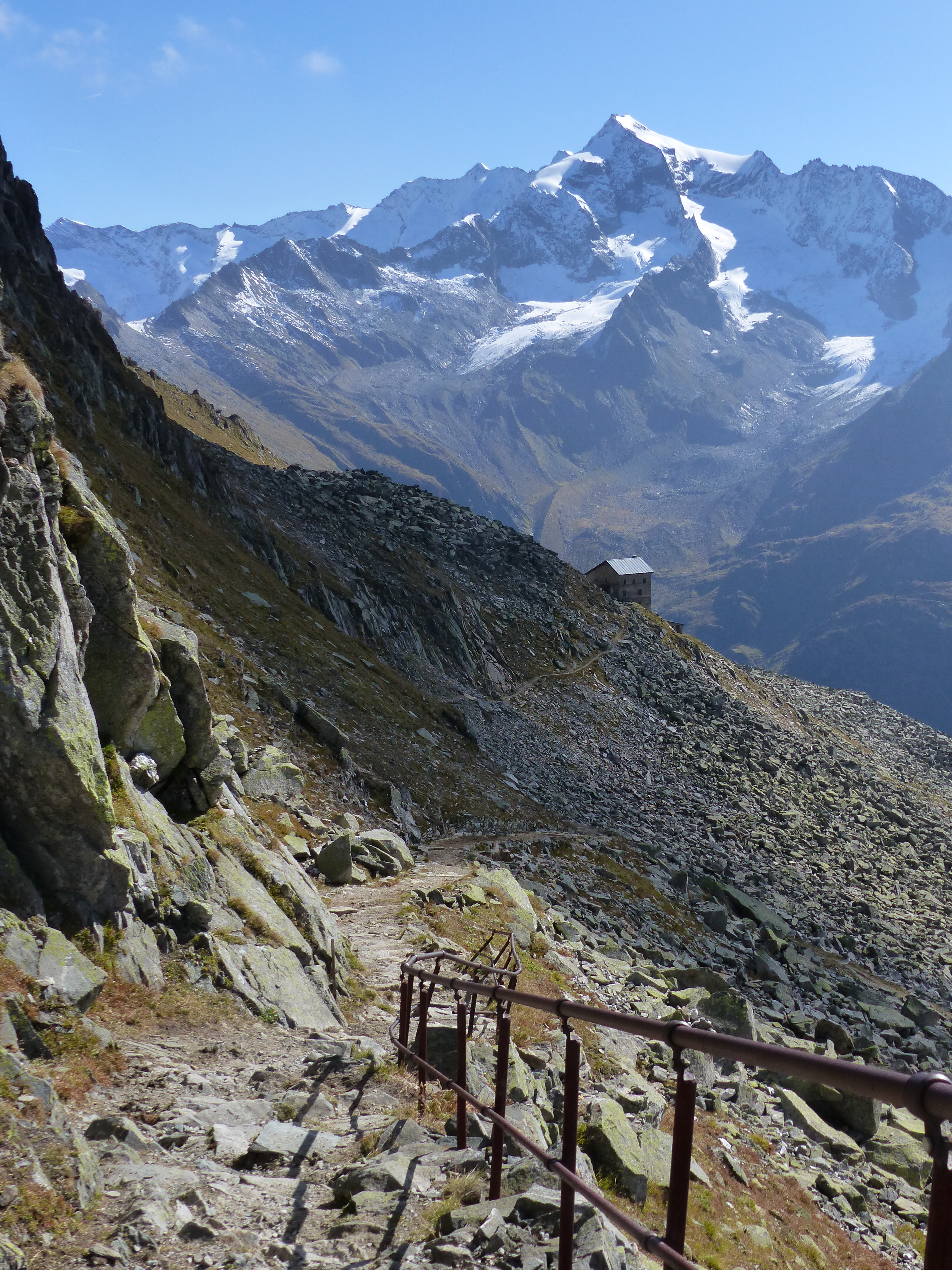
Blick vom Krimmler Tauern: Neugersdorfer Hütte und Dreiherrnspitze
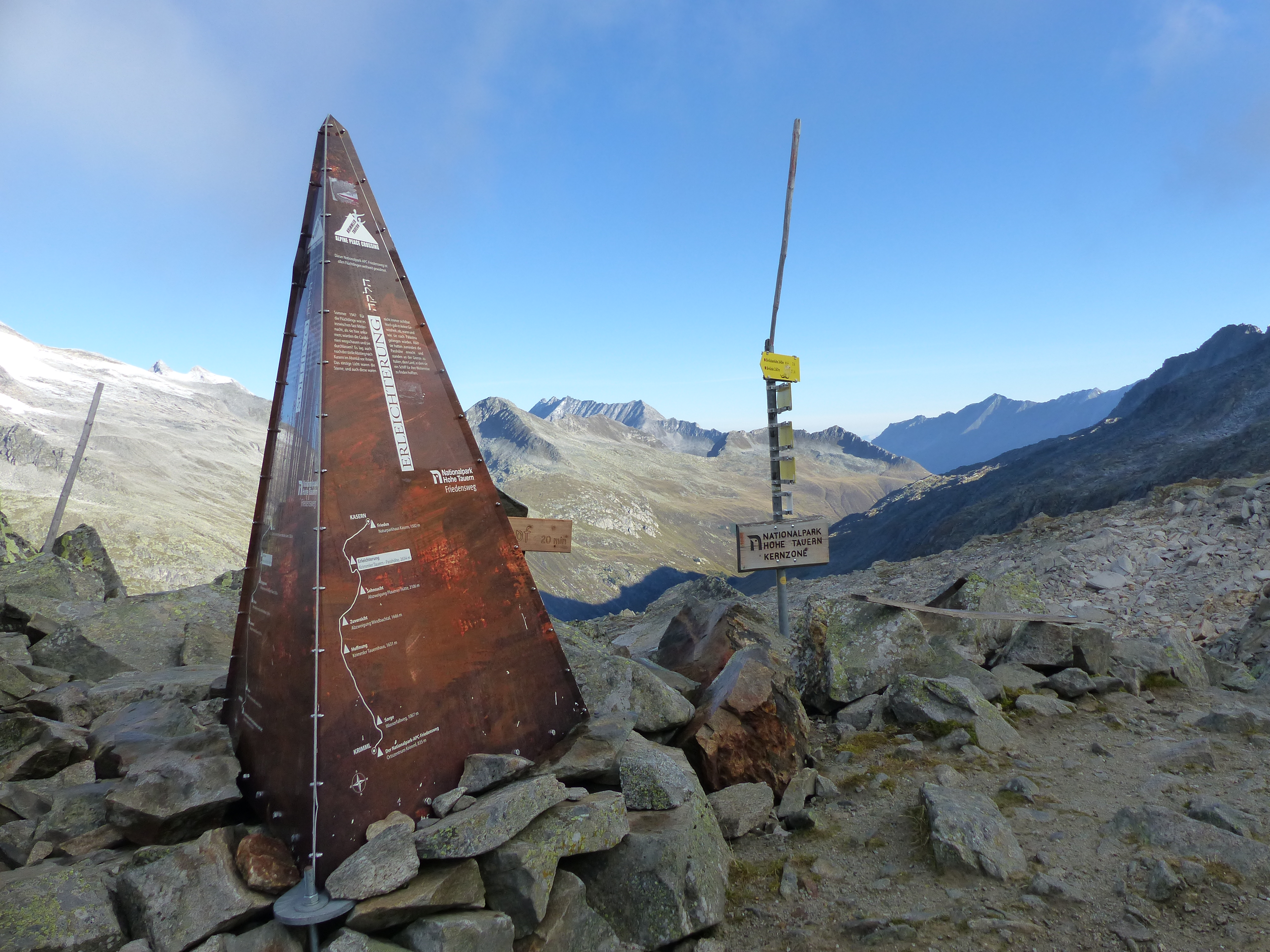
Krimmler Tauern: Markierung des Friedensweges Alpine Peace Crossing